# Напад НОВЈ на Цазин септембра 1944.
Снаге Четвртог корпуса НОВЈ извеле су септембра 1944. напад на немачко-усташки гарнизон у Цазину. Напад на Цазин извеле су Прва бригада Осме дивизије и Друга бригада Унске оперативне групе, док је Друга бригада Осме дивизије спречавала интервенцију према Цазину из Бихаћа и Острошца.
Напад је почео 13. септембра 1944. у 5:30 ујутро. Након три сата борбе бригаде НОВЈ сломиле су отпор и ослободиле Цазин, а борбе су се наставиле гоњењем Пете усташке бојне која је покушавала да се пробије из Цазина према Бихаћу. У току дана ова групација је разбијена и највећим делом уништена, а покушаји продора из Бихаћа према Цазину су одбијени.
Штаб Четвртог корпуса НОВЈ наредио је наставак напада према Изачићу и Ваганцу. Немачко-усташке снаге напустиле су Изачић пре планираног напада, а напад на Ваганац окончан је неуспехом.

## Околности
Након веома успешних акција по комуникацијама током операције Ратвик, штаб Четвртог корпуса одлучио је да настави офанзивна дејства бирајући истурена осовинска упоришта према слободној територији. Припремљени су и изведени напади на Цазин у Цазинској крајини, Ваганац у Кордуну, Суњу на Банији и мања осовинска упоришта јужно од Загреба.
Цазински гарнизон имао је важну улогу у заштити унске комуникације која је за 15. немачки корпус у том периоду имала растући значај. Напад на Цазин надовезао се на операције Петог корпуса НОВЈ и ослобођење Приједора и представљао је додатни притисак на 15. корпус пред Другу бањалучку операцију.